# مابل واين
مابل واين (بالإنجليزية: Mabel Wayne)‏ هي ملحنة وكاتبة غنائية أمريكية، ولدت في 16 يوليو 1904، وتوفيت في 19 يونيو 1978.

## وصلات خارجية
- مابل واين على موقع IMDb (الإنجليزية)
- مابل واين على موقع ميوزك برينز (الإنجليزية)
- مابل واين على موقع أول ميوزيك (الإنجليزية)
- مابل واين على موقع ديسكوغز (الإنجليزية)
- مابل واين على موقع قاعدة بيانات الفيلم (الإنجليزية)